# Action Replayy
Action Replayy (देसी बोयज़) è un film indiano del 2010 diretto da Vipul Amrutlal Shah.

## Trama
La storia è incentrata su Bunty, che non vuole sposarsi a causa della relazione priva d’amore tra i suoi genitori. La sua fidanzata, Tanya, continua a chiedergli di sposarla, ma lui rifiuta sempre. Tanya lo porta da suo nonno, Anthony Gonsalves, uno scienziato che sta lavorando a una macchina del tempo. Anthony chiede a Bunty perché si rifiuti di sposarsi. Bunty risponde che ha paura del matrimonio perché i suoi genitori sembrano così infelici nel loro.
Nel giorno del loro 35° anniversario, i genitori di Bunty, Kishen e Mala, litigano a causa dell’amico di lei, Kundan. Kundan era solito bullizzare Kishen e cerca di ripetere l’atto dopo tutti questi anni. Mala non lo ferma, anzi ride di Kishen insieme alle sue amiche. Questo porta a un litigio tra Kishen e Mala, che si intensifica al punto da portarli a decidere di divorziare. Quando Bunty lo scopre, corre al laboratorio di Anthony per usare la macchina del tempo e tornare indietro, così da far innamorare i suoi genitori.
Senza la supervisione di Anthony, Bunty entra nella macchina del tempo e torna al 1975, prima che i suoi genitori si sposassero. Trova la casa del nonno, dove vede Kishen. Bunty si rende conto che il giovane Kishen è un ragazzo poco attraente, debole e socialmente impacciato, mentre la giovane Mala è attraente e vivace. Mala continua a prenderlo in giro. Bunty trasforma Kishen in un "ragazzo figo" con l'aiuto del denaro preso in prestito dal giovane Anthony. L’amica di Mala, Mona, si innamora di Bunty.
Bunty elabora un piano per aiutare Mala a riconoscere il suo amore per Kishen. Nel frattempo, anche Kundan si innamora di Mala, complicando ulteriormente la situazione. Bunty suggerisce a Kishen di ignorare Mala, mentre lei inizia a mostrarsi più amichevole nei suoi confronti. Il piano funziona: i sentimenti di Mala si risvegliano e lei confessa a Mona di amare Kishen. Tuttavia, i genitori di Kishen e Mala sono contrari ai matrimoni d’amore e non accettano la loro relazione. Così i due innamorati, aiutati da Bunty, decidono di fuggire. Kundan porta con sé la madre di Mala, Bholi Devi, il servo Bhikhu e il padre di Kishen, Rai Bahadur, per inseguire i due giovani.
Alla fine dell’inseguimento, Kishen schiaffeggia Kundan per il suo comportamento scorretto. I genitori accettano la relazione tra Kishen e Mala. Mona chiede a Bunty di sposarla, ma lui le dice che ama un’altra donna, che lo sta aspettando. Bunty usa quindi la macchina del tempo per tornare nel futuro. Come previsto, i suoi genitori sono ora profondamente innamorati l’uno dell’altra. Tuttavia, inaspettatamente, anche Mona e Kundan sono sposati. Bunty prende quindi da parte Tanya, le fa la proposta e lei accetta felicemente.

## Personaggi e interpreti
- Kishen Kumar Chopra, interpretato da Akshay Kumar
Marito di Mala e padre di Bunty.
- Mala Malhotra Chopra, interpretata da Aishwarya Rai Bachchan
Moglie di Kishen e madre di Bunty.
- Bunty Chopra, interpretato da Aditya Roy Kapur
Figlio di Mala e Kishen.
- Mona / Maa Jogeshwari, interpretata da Neha Dhupia
Migliore amica di Mala e moglie di Kundan nel futuro cambiato.
- Tanya Gonsalves, interpretata da Sudeepa Singh
Fidanzata di Bunty.
- Rai Bahadur Dhyanchand Chopra, interpretato da Om Puri – Padre di Kishen e nonno di Bunty.
- Bholi Devi Malhotra, interpretata da Kirron Kher
Madre di Mala.
- Kundanlal "Kundan" Kapoor, interpretato da Rannvijay Singh
Cantante capace di imitare voci maschili e femminili, con un cambiamento nel futuro modificato.
- Bhiku, interpretato da Rajpal Yadav
Servo arrogante di Kishen, che cambia atteggiamento nel futuro modificato.
- Professor Anthony Gonsalves, interpretato da Randhir Kapoor
Nonno di Tanya.
- Venditore di frutta, interpretato da Gopi Bhalla.